# Barbus grypus
Barbus grypus is een  straalvinnige vissensoort uit de familie van eigenlijke karpers (Cyprinidae). De wetenschappelijke naam van de soort is voor het eerst geldig gepubliceerd in 1843 door  Johann Jakob Heckel.
B. grypus werd in 1836 verzameld in de Tigris bij Mosoel (Syrië) tijdens een wetenschappelijke reis van de geoloog Joseph Russegger.